# Tokyo Blade
Tokyo Blade é uma banda de heavy metal do Reino Unido. A história deste importante nome da NWOBHM começou a ser escrita em 1981, em Salisbury, Inglaterra, quando Andy Boulton, Andy Robbins (baixo), Alan Marsh (vocal), Steve Pierce (bateria) e Ray Dismore (guitarra) criaram o grupo Killer, e gravaram uma fita demo que trazia as faixas Hellbound, Urban Warrior, It Don't Matter To Me, Black Hole, Winner Takes All e Killer.

## História

### 1983
Em 1983, já com o nome Genghis Khan, gravaram um EP intitulado Double Dealin', trazendo as músicas If Heaven Is Hell, Highway Passion, Midnight Rendez-Vous e Meanstreak. John Wiggins (ex-Deep Machine e Lonewolf) substitui Ray Dismore, e o nome do grupo é mudado novamente para Tokyo Blade.
Assim, o grupo relançou o EP Double Dealin' em dois singles separados, 2nd Cut e If Heaven is Hell. Com a boa receptividade dos singles, o Tokyo Blade assina com a Powerstation Records, que colocou no mercado o single Powergame, contendo as músicas Powergame e Death On Main Street.
No mesmo ano, a gravadora lançou o debut da banda, intitulado Tokyo Blade. A capa do disco ficou a cargo de Brian Shepherd, que hoje ainda faz pinturas em quadros e murais com temas relacionados a Rock. O grupo ganha popularidade rapidamente, principalmente após aparições nos festivais europeus Aardshock e Earthquake.

### Night of The Blade
Antes das gravações do segundo álbum, Alan Marsh é substituído por Victor James Wright por pressão da gravadora, e Andy Robbins é substituído por Andy Wrighton (ex-Deep Machine).
O álbum é nomeado Night of The Blade e é lançado em 1984, com destaque para a faixa homônima. O grupo começa a integrar o cash de bandas como Ozzy Osbourne e Dio.

### 1985-1989: Decadência
Algumas músicas gravadas para o terceiro álbum vazam, e dão origem ao EP não-oficial The Caves Sessions. 
Buscando popularidade nos EUA e no Japão, o Tokyo Blade lança o comercial Blackhearts and Jades Spaces em 1985, rejeitado pela maioria de seus antigos fãs. Frustrados pelo fracasso do álbum, Victor James, Steve Pierce, John Wiggins e Andy Wrighton saem do grupo.
Andy Boulton recruta então o vocalista Pete Zito, o baterista Alex Lee e o baixista Andy Catlin, logo substituído por Chris Stover. Mais uma vez, o grupo lança outro álbum extremamente comercial, Ain't Misbehavin', de 1987.
E mais uma vez, Andy Boulton é deixado pelos outros membros do grupo, e recruta os músicos da banda alemã The Dead Ballerinas, que contava com Michael Pozz nos vocais, Martin Machwitz no teclado, o baixista Dave Sale e o baterista Astor. Em 1989 lançam o álbum No Remorse, também lançado sob o título Eye of The Storm. O grupo finalmente é desfeito após tal lançamento.

### Mr. Ice
Em 1990, Andy Boulton e Alan Marsh trabalhavam numa banda chamda Mr. Ice, que contava com Colin Riggs (baixo), Marc Angel (Bateria), Danny Gwilym (guitarra) e Attilla (teclado). O grupo lançou o EP Have An Ice Day, e arranjou uma turnê ao lado do Uriah Heep. Porém, como a Europa ainda era um mercado forte para o Tokyo Blade, os empresários do Mr. Ice sugeriram que o EP fosse vendido com um adesivo na capa, constando a frase "This Is Tokyo Blade On Ice". Porem, devido à desentendimentos com empresários, Andy Boulton deixa o Tokyo Blade (?!), sendo substituído por Steve Kerr. Após a turnê, Steve Kerr sai da banda, e o grupo abandona o nome Tokyo Blade, por motivos óbvios (como haveria Tokyo Blade sem o fundador Andy Boulton, e que por 5 anos se matou para não deixar o grupo acabar?).
Assim, o novo grupo, chamado Pumphouse, recruta o guitarrista Jez Lee e grava em 1993 um álbum no Stable Studios. Porém, o material só é lançado em 1998, curiosamente como sendo do Tokyo Blade.

### Reencarnação do Tokyo Blade
Pouco depois, Alan Marsh entra em contato com Andy Boulton e John Wiggins, que juntos a Marc Angel e Colin Riggs, revivem o Tokyo Blade, lançando em 1996 o álbum Burning Down Paradise, através da gravadora SPV. Na turnê de promoção, o ponto alto foi a participação no festival Bang Your Head.

## Integrantes
- Andy Boulton - guitarra (1982–atualmente)
- John Wiggins - guitarra (1983-1986; 2010–atualmente)
- Andy Wrighton - baixo (1984-1986; 2010–atualmente)
- Steve Pierce - bateria (1982-1986; 1987; 2010–atualmente)
- Alan Marsh - vocal (1982-1984; 1990-1991; 1995-1996; 2016-atualmente)

## Discografia
- 1983 - Tokyo Blade
- 1984 - Night of The Blade
- 1985 - Blackhearts and Jaded Spades
- 1987 - Ain't Misbehavin'
- 1989 - No Remorse
- 1995 - Burning Down Paradise
- 1998 - Pumphouse
- 2011 - Thousand Men Strong
- 2018 - Unbroken
- 2018 - Dark Revolution